# Desa Sukamenak (administrativ by i Indonesien, Jawa Barat, lat -6,94, long 108,27)
Desa Sukamenak är en administrativ by i Indonesien.   Den ligger i provinsen Jawa Barat, i den västra delen av landet, 180 km sydost om huvudstaden Jakarta.